# Hervé Morin
Hervé Morin (ur. 17 sierpnia 1961 w Pont-Audemer w Eure) – francuski polityk, od 2007 do 2010 minister obrony narodowej, lider partii Nowe Centrum (działającej później pod nazwą Les Centristes), prezydent regionu Normandia.

## Życiorys
Ukończył nauki polityczne w Instytucie Nauk Politycznych w Paryżu oraz prawo na Université de Paris V. Pracował w Ministerstwie Obrony. Od 1989 zasiada w radach różnych szczebli administracji lokalnej. Od 1995 do 2016 pełnił funkcję mera Épaignes.
W 1998 objął mandat posła do Zgromadzenia Narodowego z okręgu Górna Normandia w miejsce Ladislasa Poniatowskiego, wybranego do Senatu. Skutecznie ubiegał się o reelekcję w 2002 z listy Unii na rzecz Demokracji Francuskiej. W parlamencie objął przewodnictwo liczącej około 30 osób frakcji tego ugrupowania.
W 2007 przed drugą turą wyborów prezydenckich (wbrew liderowi partii François Bayrou) zdecydował się wraz z większością posłów unii poprzeć kandydaturę Nicolasa Sarkozy’ego. Hervé Morin opowiedział się również za powrotem centrystów do „większości prezydenckiej” oraz sprzeciwił się koncepcji utworzenia Ruchu Demokratycznego. Wraz ze swoimi zwolennikami dołączył do koalicji rządowej, obejmując stanowisko ministra obrony w rządzie François Fillona. Rozpoczął także budowę nowego ugrupowania pod nazwą Nowe Centrum, ściśle współpracującego z Unią na rzecz Ruchu Ludowego. W wyborów parlamentarnych obronił swój mandat, pozostając na urzędzie ministra obrony. Z rządu odszedł jesienią 2010 podczas dokonanej rekonstrukcji. W wyborach w 2012 uzyskał poselską reelekcję.
W grudniu 2015 jako kandydat centroprawicy w tym współtworzonej przez NC Unii Demokratów i Niezależnych oraz Republikanów zwyciężył w drugiej turze wyborów na prezydenta nowego regionu Normandia (z kadencją od stycznia 2016). W 2021 z powodzeniem ubiegał się o reelekcję w wyborach regionalnych.